# Beatriz Sheridan
Beatriz Sheridan (született: Elizabeth Ann Sheridan Scarbrough, 1934. június 25. – 2006. április 30.) mexikói színésznő, rendező.

## Élete és pályafutása
Mexikóvárosban született 1934. június 25-én, egy nyolcgyermekes családban. Anyai ágon angol származású volt. Miután végzett a Missouri Egyetemen, 1958-ban szerepet kapott az első mexikói teleregényben, a Senda Prohibidában (Tiltott ösvény). Ezek után újabb film- és sorozatszerepek következtek, amelyek sikeressé tették őt, annak ellenére, hogy legtöbbször intrikusokat alakított. (Például a Marimar című sorozat eredetijében, a La venganzában a gonosz Angelicának megfelelő karaktert játszotta.) Tehetségét a színházban is bizonyította, ott is változatlan sikereket ért el. Sok időt töltött a híres színházi rendező, Konsztantyin Sztanyiszlavszkij előadásmódszereinek tanulmányozásával. 1987-ben telenovellát rendezett, La Indomable (A rettenthetetlen) címmel. A sorozat nagy sikert ért el, és Sheridan olyan híres teleregények rendezője lett, mint például a Paula és Paulina, a Rosalinda, az Esmeralda, a María-trilógia vagy A betolakodó. A színésznő idős korában sem maradt szerepek nélkül: játszott a 2003-as Amor real (Igaz szerelem) című kosztümös telenovellában. Utolsó nagy szerepe a hazánkban is bemutatott A vadmacska új élete (Contra viento y marea) gonosz Carlotája volt.
Szívelégtelenségben halt meg 2006. április 30-án mexikóvárosi lakásában.

## Filmográfia

### Színészként
- A Vadmacska új élete (Contra viento y marea) (2005) .... Carlota
- Amor real (2003) .... Damiana
- Hajrá skacok! (Vivan los nińos!) (2002).... Inspectora Estudillo
- Carita de ángel (2000) .... Sra. Estudillo
- Alondra (1995).... Loreto Díaz Viuda de Escobar
- Gaby: Egy igaz történet (1987) .... Fernando anyja
- Rosa salvaje (1987)
- Vivir un poco (1985) .... Aura Merisa Obregón
- Un solo corazón (1983) .... Pilar
- La pobre Señorita Limantour (1983)
- Gabriel y Gabriela (1982) .... Tía Rita
- Confidencias (1982)
- Nosotras las mujeres (1981) .... Edna
- Misterio (1980) .... Gladys
- Muñeca rota (1978)
- La venganza (1977) .... Carmen Narváez
- Victoria (1972)
- Lucía Sombra (1971) .... Sara Gálver
- Las máscaras (1971)
- Velo de novia (1971)
- La generala (1970) .... Seńora del teatro
- Narda o el verano (1970) .... Narda hangja
- La mentira (1969)
- La otra ciudad (1967)
- Secreto de confesión I (1965)
- Puente de cristal (1965)
- Tajimara (1965)
- Senda prohibida (1958)

## Rendezőként
- A Vadmacska új élete (Contra viento y marea) (2005)
- A betolakodó (La intrusa) (2001)
- Carita de ángel (2000)
- Rosalinda (1999)
- Paula és Paulina (La Usurpadora) (1998)
- Esmeralda (1997)
- María la del Barrio (1995)
- Marimar (1994)
- María Mercedes (1992)
- Mi pequeña Soledad (1990)
- Simplemente María (1989)
- La indomable (1987)
- Rosa salvaje (1987)